# Stidnica
Stidnica ili vulva (lat. vulva) je naziv za spoljni deo ženskih polnih organa, koji se nalazi izvan karlice, a uključuje Venerin brežuljak (lat. mons Veneri, mons pubis), velike (lat. labia majora pudendi) i male stidne usmine (lat. labia minora pudendi), klitoris (lat. clitoris), predvorje rodnice (lat. vestibulum vaginae) sa žlijezdama (Skenéove žijezde, Bartolinijeve žlijezde) i njihovim izvodnim kanalima.
Vulva je delimično obrasla dlakama, koje se prostiru i na donji deo stomaka u obliku trougla, čija je baza okrenuta prema gore.
Pojam „vulva“ se često izjednačava sa pojmom „vagina“, ali to je neprecizno, pošto se vagina samo završava vulvom.

## Anatomija
Vulva obuhvata:

### Venerin brežuljak
Stidni brežuljak je izbočina koja nastaje zbog nakupine masnog tkiva ispred stidne kosti.

### Klitoris
Dražica (lat. clitoris) je bogato prokrvljen i inerviran organ koji je analogan penisu. Dug je 1,5 - 2 cm.

### Velike stidne usmine
(lat. Labia majora). Kožni nabori koje se nastavljaju na Venerin brežuljak prema straga i omeđuju jajoliki otvor. Velike usne analogne su mošnji kod muškaraca. Spoljna strana nabora, nakon puberteta postane prekrivena dlakom.

### Male stidne usne
Male usne stidnice lat. Labia minora. Meki kožni nabori, koji se nalaze unutar velikih usana. Na mjestu gdje se spajaju prednji dijelovi nabora nalazi se klitoris. Male usne obuhvataju klitoris na način da se prednji kraj svakog nabora prije spajanja podijeli na dva kraka, od kojih je jedan iznad, a drugi ispod njega.

### Trem vagine
Trem vagine se nalazi unutar malih usana, a sadržava spoljni otvor mokraćne cijevi, vagine i izvodne kanale žlijezda.

### Žlijezde
Žlijezde spoljnog reproduktivnog sistema žene:
- Parauretralne (Skenéove) žlijezde
- Velike tremne žlezde
- Male tremne žlezde

## Funkcija
U vulvi se završavaju uretra i vagina.
Vulva ima funkciju pri mokrenju, polnom odnosu, menstruaciji i porođaju.